# Psychoda albescens
Psychoda albescens är en tvåvingeart som beskrevs av Quate 1967. Psychoda albescens ingår i släktet Psychoda och familjen fjärilsmyggor. Inga underarter finns listade i Catalogue of Life.